# 伊藤隆男
伊藤 隆男（いとう たかお、1902年11月12日 - 1992年10月12日）は、日本の経営者。資生堂社長を務めた。

## 来歴・人物
大阪府出身。1916年に茨木中学校を卒業し、同年に資生堂に入社した。1927年に取締役に就任し、1948年に大阪資生堂専務に就任し、1959年8月から1964年12月までに社長を務め、1964年12月から1967年までに会長を務め、それ以後は相談役を務めた。
1966年10月に藍綬褒章を受章し、1970年4月に勲三等瑞宝章を受章した。
1992年2月10日、慢性気管支炎のために死去。89歳没。